# Emmanuel Ferrario
Emmanuel Alberto Ferrario (Rafael Obligado, Provincia de Buenos Aires, 8 de junio de 1985) es un internacionalista y político argentino. Trabajó para el Gobierno de la Ciudad de Buenos Aires y el Gobierno de la Provincia de Buenos Aires en temas de evaluación de impacto y planeamiento estratégico y, entre diciembre de 2021 y diciembre de 2023, se desempeñó como Vicepresidente primero de la Legislatura de la Ciudad de Buenos Aires. Mediante éste cargo ha ocupado la Jefatura Interina de Gobierno en ausencia de Horacio Rodríguez Larreta.

## Biografía
Emmanuel nació en Rafael Obligado, un pueblo de 700 habitantes del Partido de Rojas. Es Licenciado en Estudios Internacionales de la Universidad Di Tella, en la cual estudió a través de una beca. Antes de desempeñarse en el sector público, trabajó durante tres años en el grupo Techint. Su primera experiencia pública fue a fines de 2009, cuando empezó a trabajar en el Congreso con el entonces diputado nacional Ricardo Gil Lavedra, primero como asesor y luego como Jefe de Asesores.
Afiliado al.pro desde 2007 fue destinado Planificación y Control de Gestión del Gobierno de la Ciudad, y al mismo día de ser entrevistado por Franco Moccia (con quien trabajó hasta 2016), lo presentaron al Jefe de Gobierno de la Ciudad, Horacio Rodríguez Larreta.
Desde 2016 fue nombrado Subsecretario de Coordinación de la Gestión de la Provincia de Buenos Aires, por María Eugenia Vidal y su entonces jefe de gabinete, Federico Salvai.
En 2019, Emmanuel vuelve al Gobierno de la Ciudad por unos meses como jefe de asesores de Horacio Rodríguez Larreta.
En junio de 2021 anunció su precandidatura a legislador por la Ciudad de Buenos Aires, liderando la lista de Juntos por el Cambio en la Ciudad de Buenos Aires, junto a María Eugenia Vidal, Martín Tetaz y Paula Oliveto como candidatos a diputados nacionales por la Ciudad, y junto a los candidatos a legisladores Inés Parry (UCR) y Hernán Reyes (CC-ARI), quien buscaría renovar su banca encabezada por Ricardo López Murphy como candidato a diputado nacional y Roberto García Moritán como candidato a legislador, integrando ambas listas para los comicios de noviembre. Finalmente el 14 de noviembre de 2021 resultó electo legislador de la Ciudad de Buenos Aires asumiendo en diciembre de ese año.
Durante la elección de los vicepresidentes de la Legislatura Porteña, Emmanuel quedó como Vicepresidente 1° del cuerpo. Tras la partida del ex vicejefe de gobierno porteño y diputado nacional electo por la provincia de Buenos Aires, Diego Santilli, al no haber sido ocupado el puesto, en caso de licencia del jefe de gobierno, Horacio Rodríguez Larreta, fue el primero en la línea sucesoria hasta la finalización del mandato de Larreta el 10 de diciembre de 2023, fecha en que Ferrario dejó la vicepresidencia 1° de la legislatura porteña.